# Chauliodoniscus wilsoni
Chauliodoniscus wilsoni är en kräftdjursart som beskrevs av George 2004. Chauliodoniscus wilsoni ingår i släktet Chauliodoniscus och familjen Haploniscidae. Inga underarter finns listade i Catalogue of Life.